# Wereldkampioenschappen inlineskaten 2011
De wereldkampioenschappen inline-skaten 2011 werden van 30 augustus tot 5 september gehouden in Yeosu, Zuid-Korea. Dit is verdeeld over wedstrijden op de piste van 30 augustus tot 1 september en de weg van 3 tot 5 september. Er was, voor het eerst in vijftien jaar, geen marathon wedstrijd op dit Wereldkampioenschap. Aan het toernooi namen 35 landen deel.
Het was de veertigste editie van het officiële wereldkampioenschap inline-skaten. Het toernooi vond één keer eerder plaats in Zuid-Korea, maar niet eerder in Yeosu. 
De grootverdiener van het wereldkampioenschap was bij de mannen de Colombiaan Andres Felipe Muñoz met vijf gouden medailles, waarvan twee met zijn land op de aflossing. De Zuid-Koreaanse Woo Hyo-sook veroverde bij de vrouwen vier individuele gouden medailles.

## Programma
Hieronder is het programma weergegeven voor dit toernooi.
| Piste       | Piste                               | Piste                               |
| Datum       | Mannen                              | Vrouwen                             |
| ----------- | ----------------------------------- | ----------------------------------- |
| 30 augustus | 300m Time trial 10000m Punt + afval | 300m Time trial 10000m Punt + afval |
| 31 augustus | 500m Sprint 15000m Afvalrace        | 500m Sprint 15000m Afvalrace        |
| 1 september | 1000m Sprint 3000m Aflossing        | 1000m Sprint 3000m Aflossing        |

| Weg         | Weg                          | Weg                          |
| Datum       | Mannen                       | Vrouwen                      |
| ----------- | ---------------------------- | ---------------------------- |
| 3 september | 200m Sprint 20000m Afvalrace | 200m Sprint 20000m Afvalrace |
| 4 september | 10000m Puntenkoers           | 10000m Puntenkoers           |
| 5 september | 500m Sprint 5000m Aflossing  | 500m Sprint 5000m Aflossing  |

## Belgische deelnemers
| Mannen                                                      | Vrouwen |
| ----------------------------------------------------------- | ------- |
| Jore Van den Berghe Ferre Spruyt Bart Swings Maarten Swings |         |

## Nederlandse deelnemers
| Mannen                                                  | Vrouwen                                                        |
| ------------------------------------------------------- | -------------------------------------------------------------- |
| Crispijn Ariëns Ingmar Berga Mark Horsten Michel Mulder | Mariska Huisman Manon Kamminga Bianca Roosenboom Elma de Vries |

## Medailles

### Mannen
| Piste                | Piste                                                          | Piste                                              | Piste                                               |
| Afstand              | Goud ·                                                         | Zilver ·                                           | Brons ·                                             |
| -------------------- | -------------------------------------------------------------- | -------------------------------------------------- | --------------------------------------------------- |
| 300m Time trial      | Pedro Causil                                                   | Andres Felipe Muñoz                                | Nicolas Pelloquin                                   |
| 500m Sprint          | Andres Felipe Muñoz                                            | Pedro Causil                                       | Nicolas Pelloquin                                   |
| 1000m Sprint         | Pedro Causil                                                   | Scott Arlidge                                      | Lo Wei-lin                                          |
| 10.000m Punt + afval | Bart Swings                                                    | Scott Arlidge                                      | Son Geun-seong                                      |
| 15.000m Afvalrace    | Peter Michael                                                  | Bart Swings                                        | Jorge Luis Cifuentes                                |
| 3000m Aflossing      | Colombia Jorge Luis Cifuentes Andres Felipe Muñoz Carlos Pérez | Nieuw-Zeeland Kalon Dobbin Reyon Kay Peter Michael | België Jore Van den Berghe Ferre Spruyt Bart Swings |

| Weg                 | Weg                                                    | Weg                                                | Weg                                                 |
| Afstand             | Goud ·                                                 | Zilver ·                                           | Brons ·                                             |
| ------------------- | ------------------------------------------------------ | -------------------------------------------------- | --------------------------------------------------- |
| 200m Time trial     | Andres Felipe Muñoz                                    | Matthias Schwierz                                  | Sung Ching-Yang                                     |
| 500m Sprint         | Andres Felipe Muñoz                                    | Lo Wei-lin                                         | Michel Mulder                                       |
| 10.000m Puntenkoers | Yann Guyader                                           | Bart Swings                                        | Crispijn Ariëns                                     |
| 20.000m Afvalrace   | Fabio Francolini                                       | Bart Swings                                        | Yann Guyader                                        |
| 5000m Aflossing     | Colombia Pedro Causil Andres Felipe Muñoz Carlos Pérez | Frankrijk Ewen Fernandez Yann Guyader Brian Lepine | België Jore Van den Berghe Ferre Spruyt Bart Swings |

### Vrouwen
| Piste                | Piste                                      | Piste                                                  | Piste                                          |
| Afstand              | Goud ·                                     | Zilver ·                                               | Brons ·                                        |
| -------------------- | ------------------------------------------ | ------------------------------------------------------ | ---------------------------------------------- |
| 300m Time trial      | Jercy Puello                               | An Yi-seul                                             | Erika Zanetti                                  |
| 500m Sprint          | Jercy Puello                               | Ingrid Factos                                          | Fan Chihling                                   |
| 1000m Sprint         | Estefania Fasinato                         | Melisa Bonnet                                          | An Yi-seul                                     |
| 10.000m Punt + afval | Woo Hyo-sook                               | Kelly Martinez                                         | Fan Chihling                                   |
| 15.000m Afvalrace    | Woo Hyo-sook                               | Kelly Martinez                                         | Marta Ramirez                                  |
| 3000m Aflossing      | Taiwan Liu Fu-jen Pan Yi-chin Yang Ho-chen | Colombia Elizabeth Arnedo Kelly Martinez Marta Ramirez | Duitsland Sabine Berg Jana Gegner Mareike Thum |

| Weg                 | Weg                                        | Weg                                            | Weg                                            |
| Afstand             | Goud ·                                     | Zilver ·                                       | Brons ·                                        |
| ------------------- | ------------------------------------------ | ---------------------------------------------- | ---------------------------------------------- |
| 200m Time trial     | Jercy Puello                               | Estefania Cuervo                               | Erika Zanetti                                  |
| 500m Sprint         | Sandra Buelvas                             | Maria José Moya                                | Veronica Elias                                 |
| 10.000m Puntenkoers | Woo Hyo-sook                               | Yang Ho-chen                                   | Dan Guo                                        |
| 20.000m Afvalrace   | Woo Hyo-sook                               | Kelly Martinez                                 | Dan Guo                                        |
| 5000m Aflossing     | Taiwan Liu Fu-jen Pan Yi-chin Yang Ho-chen | Zuid-Korea Im Ju-hee Lee Ji-hyeon Woo Hyo-sook | Duitsland Sabine Berg Jana Gegner Mareike Thum |

### Medaillespiegel
| Plaats | Land          | Goud | Zilver | Brons | Totaal |
| 1      | Colombia      | 10   | 7      | 2     | 19     |
| 2      | Zuid-Korea    | 4    | 2      | 2     | 8      |
| 3      | Taiwan        | 2    | 2      | 4     | 8      |
| 4      | België        | 1    | 3      | 2     | 6      |
| 5      | Nieuw-Zeeland | 1    | 3      | 0     | 4      |
| 6      | Frankrijk     | 1    | 1      | 3     | 5      |
| 7      | Argentinië    | 1    | 1      | 0     | 2      |
| 8      | Italië        | 1    | 0      | 2     | 3      |
| 9      | Venezuela     | 1    | 0      | 0     | 1      |
| 10     | Duitsland     | 0    | 1      | 2     | 3      |
| 11     | Chili         | 0    | 1      | 0     | 1      |
| 11     | Ecuador       | 0    | 1      | 0     | 1      |
| 13     | China         | 0    | 0      | 2     | 2      |
| 13     | Nederland     | 0    | 0      | 2     | 2      |
| 15     | Mexico        | 0    | 0      | 1     | 1      |
| Totaal | Totaal        | 22   | 22     | 22    | 66     |

Officieuze wereldkampioenschappen

Monza 1937 ·
Ferrara 1938 ·
Monfalcone 1948 ·
Ferrara 1949 ·
Monfalcone 1951 ·
Lido di Venezia 1953 ·
Bari 1954 ·
Palermo 1957 ·
Finale Ligure 1958 ·
Wetteren 1960 ·
Gujan-Mestras 1961 ·
Nantes 1963 ·
Madrid 1964 ·
Syracuse 1965
Officiële wereldkampioenschappen (afwisselend piste en weg)

Mar del Plata 1966 ·
Barcelona 1967 ·
Montecchio 1968 ·
Mar del Plata 1969 ·
Sesto San Giovanni 1973 ·
Mar del Plata 1975 ·
Mar del Plata 1978 ·
Finale Emilia 1979 ·
Masterton 1980 ·
Oostende 1981 ·
Finale Emilia 1982 ·
Mar del Plata 1983 ·
Bogotá 1984 ·
Colorado Springs 1985 ·
Adelaide 1986 ·
Grenoble 1987 ·
Cassano d'Adda 1988 ·
Hastings 1989 ·
Bello 1990 ·
Oostende 1991 ·
Rome 1992 ·
Colorado Springs 1993
Piste en weg gecombineerd (huidige vorm)

Gujan-Mestras 1994 ·
Perth 1995 ·
Venetië 1996 ·
Mar del Plata 1997 ·
Pamplona 1998 ·
Santiago 1999 ·
Barrancabermeja 2000 ·
Valence d'Agen 2001 ·
Oostende 2002 ·
Barquisimeto 2003 ·
Abruzzo 2004 ·
Suzhou 2005 ·
Anyang 2006 ·
Cali 2007 ·
Gijón 2008 ·
Haining 2009 ·
Guarne 2010 ·
Yeosu 2011 ·
Ascoli Piceno/San Benedetto del Tronto 2012 ·
Oostende 2013 ·
Rosario 2014 ·
Kaohsiung 2015 ·
Nanjing 2016 ·
Nanjing 2017 ·
Heerde/Arnhem 2018 ·
Barcelona 2019 ·
Ibagué 2021 ·
Buenos Aires 2022 ·
Montecchio Maggiore/Vicenza 2023 ·
Pescara 2024